# 노량진축구장
노량진축구장(鷺梁津蹴球場, Noryangjin Football Field)은 대한민국 서울특별시에 있는 스포츠 시설이다. 인조잔디 필드가 갖춰진 경기장이며, 2021년 5월에 준공되었다.

## 참고 문헌
- 〈노량진축구장〉. 《디지털동작문화대전》. 한국학중앙연구원.
- 《2023 전국 공공체육시설 현황 (2022년 12월말 기준)》. 대한민국 문화체육관광부. 2024.